# Färöisches Weihnachtstreffen 1888

Gedenkmarken zum 100. Jahrestag des Weihnachtstreffens mit dem Zeitungsaufruf, einer Zeichnung und dem Kampfgedicht von Joannes Patursson

Das färöische Weihnachtstreffen (fär. jólafundurin) fand am 26. Dezember 1888 statt und gilt als das offizielle Gründungsdatum der färöischen Nationalbewegung.
Am 22. Dezember 1888 veröffentlichte die damals einzige Zeitung der Färöer, Dimmalætting, folgenden Aufruf:
Alle und jeder ist eingeladen, sich am 2. Weihnachtsfeiertag um 3 Uhr nachmittags im Parlamentsgebäude einzufinden, wo wir diskutieren wollen, wie die färöische Sprache und Tradition verteidigt werden kann.
Die Einladung ist unterschrieben von neun prominenten Färingern und markiert den Anfang eines neuen Kapitels der färöischen Geschichte: Die Entstehung der Nationalbewegung. Diese Neun waren (mit ihren Unterzeichnernamen):
- E. D. Bærentsen
- H. N. Jacobsen
- D. Isaksen (1849–1912), Maler
- S. F. Samuelsen
- R. C. Effersø (1857–1916), Dichter, Politiker und Zeitungsredakteur
- Jens Olsen
- Júst Jacobsen
- C. L. Johannesen
- J. Padurson (1866–1946), Landwirt, Dichter, Schriftsteller und Politiker

Trotz tobendem Sturms und matschiger Straßen fand sich an jenem Nachmittag eine große Menge an Leuten im Løgtingshaus ein. Reden wurden gehalten und patriotische Lieder gesungen. Der Höhepunkt der Veranstaltung kam, als der Dichter Rasmus Effersøe eine Schlachthymne von Jóannes Patursson vortrug, die eigens für diesen Tag geschrieben wurde.

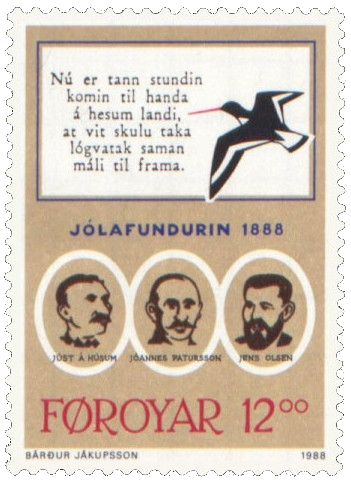
Weihnachtstreffen 1888

Die Botschaft des längeren Gedichts erschließt sich in den ersten Zeilen:
Nun ist die Stunde gekommen, wo wir uns gemeinsam die Hand reichen und für unsere Sprache arbeiten. An uns ist es, unser teuerstes Kulturerbe zu bewahren: Die Sprache, die so leidet im eigenen Lande und nicht bestehen wird, wenn sich nicht die ganze Nation anstrengt.
Die Versammlung beschloss am Ende eine 6-Punkte-Resolution:
1. Sobald genug färöische Schulbücher vorhanden sind, soll die Schulsprache Färöisch sein.
2. Im Geschichtsunterricht wird der Schwerpunkt auf färöische Geschichte gelegt.
3. Als Kirchensprache tritt Färöisch an die Stelle des Dänischen.
4. Pfarrer müssen das Recht haben, Färöisch innerhalb und außerhalb der Kirche zu sprechen.
5. Färöisch soll in allen öffentlichen Angelegenheiten verwendet werden.
6. Eine färöische Volkshochschule wird eingerichtet.

Der Sturm hinderte viele Leute in entfernten Dörfern daran, nach Tórshavn zu kommen. Deshalb gab es am 6. Januar 1889 ein weiteres Treffen, auf dem sich der Färingerverein (Føringafelag) nach folgenden Grundsätzen konstituierte:
1. Färöisch muss in seiner Ehre und Würde wiederhergestellt werden
2. Das färöische Volk muss sich auf allen Ebenen um das gemeinsame Ziel scharen, selbständig zu werden.

Das zeigt, dass schon zu diesem frühen Zeitpunkt das färöische nationale Ideal so weit ging, die Souveränität anzustreben. Die färöische Nationalbewegung arbeitete demnach sowohl kulturell (Durchsetzung der Sprache als wichtigstes Kulturgut) als auch politisch (Selbstverwaltung oder gar Loslösung von Dänemark).